# Bohumír Bocian
Pour les articles homonymes, voir Bocian.
Bohumír Strohalm dit « Bocian », est un peintre et sculpteur franco-tchèque né le 5 octobre 1912 à Slavkov (Moravie-Silésie, Autriche-Hongrie) et mort le 28 février 2002.
Bohumír Bocian arrive à Paris en 1938 et entre en contact avec le groupe surréaliste puis est naturalisé français. En juin 1949, il expose à Paris, des aquarelles dans la galerie de Nina Dausset, et, la même année, des tableaux au Salon des indépendants.
Son style évolue au milieu des années 1950 vers une forme d'abstraction lyrique. Il fait appel à des techniques mixtes. Du 12 janvier au 12 février 1954, il expose à la galerie À l’Étoile scellée, invité par André Breton, le texte de présentation est écrit par André du Bouchet.
Bocian entreprend ensuite de nombreux voyages. Il expose aux États-Unis et en Asie. En 1977, il expose à Paris au Salon des réalités nouvelles.
Il revient vivre en Tchéquie dans les années 1990, avec son épouse d'origine française Yvonne Tinayre (1915-2002), également peintre. Il est exposé à Písek en 1997 lors d'une grande rétrospective.
Il est enterré au cimetière de Slavkov, ville dans laquelle une partie de son œuvre est exposée en permanence.